# هرسنبرگ (لوئیزیانا)
هرسنبرگ (به انگلیسی: Harrisonburg) شهری در ایالت لوئیزیانا کشور ایالات متحده آمریکا است که جمعیت آن در سرشماری سال ۲۰۱۰ میلادی، ۳۴۸ نفر بوده‌است.